# Tomáš Košický
Tomáš Košický (* 11. März 1986 in Bratislava) ist ein slowakischer Fußballtorhüter.

## Karriere
Tomáš Košický begann seine Karriere in der Jugendmannschaft von Inter Bratislava. Es wurde in der Saison 2005/06 in den Profikader des Teams aufgenommen und bestritt fünf Partien in der Corgoň liga, der höchsten slowakischen Spielklasse. Nachdem er sich in Bratislava nicht hatte durchsetzen können, wechselte er im Sommer 2008 zum italienischen Serie-A-Verein Catania Calcio. Košický debütierte am 26. April 2009 in der Auswärtspartie bei der US Lecce für die Sizilianer. In jener Saison erhielt er noch vier weitere Ligapartien und kassierte insgesamt elf Gegentore. Insgesamt kam er auf neun Einsätze in der Serie A.
Im Sommer 2012 wechselte er in die Serie B zu Novara Calcio. In der Saison 2012/13 kam er auf sechs Einsätze in Ligaspielen, in der folgenden Saison konnte er sich schließlich als Stammtorhüter durchsetzen und absolvierte weitere 40 Ligaspiele für Novara. Am Ende der Saison verließ er den Verein und schloss sich dem griechischen Club Asteras Tripolis an.